# Хайретин Караджа
Хайретин Караджа (на турски: Hayrettin Karaca) е турски еколог и общественик от кримотатарски произход. Основател е на природозащитното движение в Турция и основател на асоциацията TEMA, срещу ерозия на почвата. Лауреат за Наградата за правилен начин на живот през 2012 г.

## Биография
Хайретин Караджа е роден на 4 април 1922 г. в град Бандърма, вилает Балъкесир, Турция. Родителите му по произход са кримски татари. След като завършва гимназия започва работа в текстилна фабрика, собственост на семейството му, и се занимава с текстилен бизнес. Става един от най-успешните предприемачи в Турция, въпреки че интересите му са свързани към дивата природа. През 1950-те години той се интересува от дивата природа и посещава различни ботанически градини. През 1970-те години прави поредица от пътувания в Турция и наблюдава как природата на Турция се влошава. Притесняват го ерозията на почвата и пренасищането на почвата с торове, унищожаването на редки растения и обезлесяването на земеделски земи, както и пренасищане на почвата с влага и необосновано високо използване на пестициди.
През 1980 г. за сметка на Караджа е открита ботаническа градина в град Ялова, където растат 14 хиляди дървесни вида и около 3800 растителни вида. През 1992 г., заедно с Нихотим Гьокьойгит основава TEMA (Türkiye Erozyonla Mücadele Ağaçlandırma ve Doğal Varlıkları Koruma Vakfı – турско общество за контрол на ерозията, озеленяване и опазване на природните ресурси), чиито цели са да привлекат вниманието в селските райони, защита на биологичното разнообразие и повторно залесяване. Благодарение на усилията на асоциация TEMA са засадени около 10 милиона различни растения и дървета.
Асоциацията му принуждава Турция да ратифицира Конвенцията на ООН срещу опустиняването през 1994 г., а също така събра повече от 1 милион подписа за затягане на законодателството за опазване на природата. По-късно асоциацията наброява 450 хиляди души (най-малко 45 хиляди деца взимат участие в уроците на асоциацията по опазване на природата). Карача е съден през 2010 г. от минната компания Kozak за мобилизиране на селяни да се противопоставят на изграждането на златна мина, съдът обвинява Караджа в нарушаване на производствения процес.
Умира на 20 януари 2020 г. в град Истанбул, Турция.